# Ду (Арденны)
Ду (фр. Doux) — коммуна во Франции, находится в регионе Шампань — Арденны. Департамент — Арденны. Входит в состав кантона Ретель. Округ коммуны — Ретель.
Код INSEE коммуны — 08144.
Коммуна расположена приблизительно в 170 км к северо-востоку от Парижа, в 65 км севернее Шалон-ан-Шампани, в 36 км к юго-западу от Шарлевиль-Мезьера.

## Население
Население коммуны на 2008 год составляло 69 человек.
| 1962 | 1968 | 1975 | 1982 | 1990 | 1999 | 2008 |
| ---- | ---- | ---- | ---- | ---- | ---- | ---- |
| 48   | 71   | 77   | 78   | 63   | 76   | 69   |

## Администрация
| Период | Период | Фамилия      | Партия | Должность |
| ------ | ------ | ------------ | ------ | --------- |
| 2001   | 2008   | Бернар Мелин |        |           |
| 2008   |        | Рене Деброс  |        |           |

## Экономика
В 2007 году среди 41 человека в трудоспособном возрасте (15—64 лет) 29 были экономически активными, 12 — неактивными (показатель активности — 70,7 %, в 1999 году было 58,3 %). Из 29 активных работали 27 человек (16 мужчин и 11 женщин), безработными были 2 женщины. Среди 12 неактивных 6 человек были учениками или студентами, 1 — пенсионером, 5 были неактивными по другим причинам.

## Достопримечательности
- Церковь Сен-Мартен[фр.]. Исторический памятник с 1926 года.[3]

## Фотогалерея

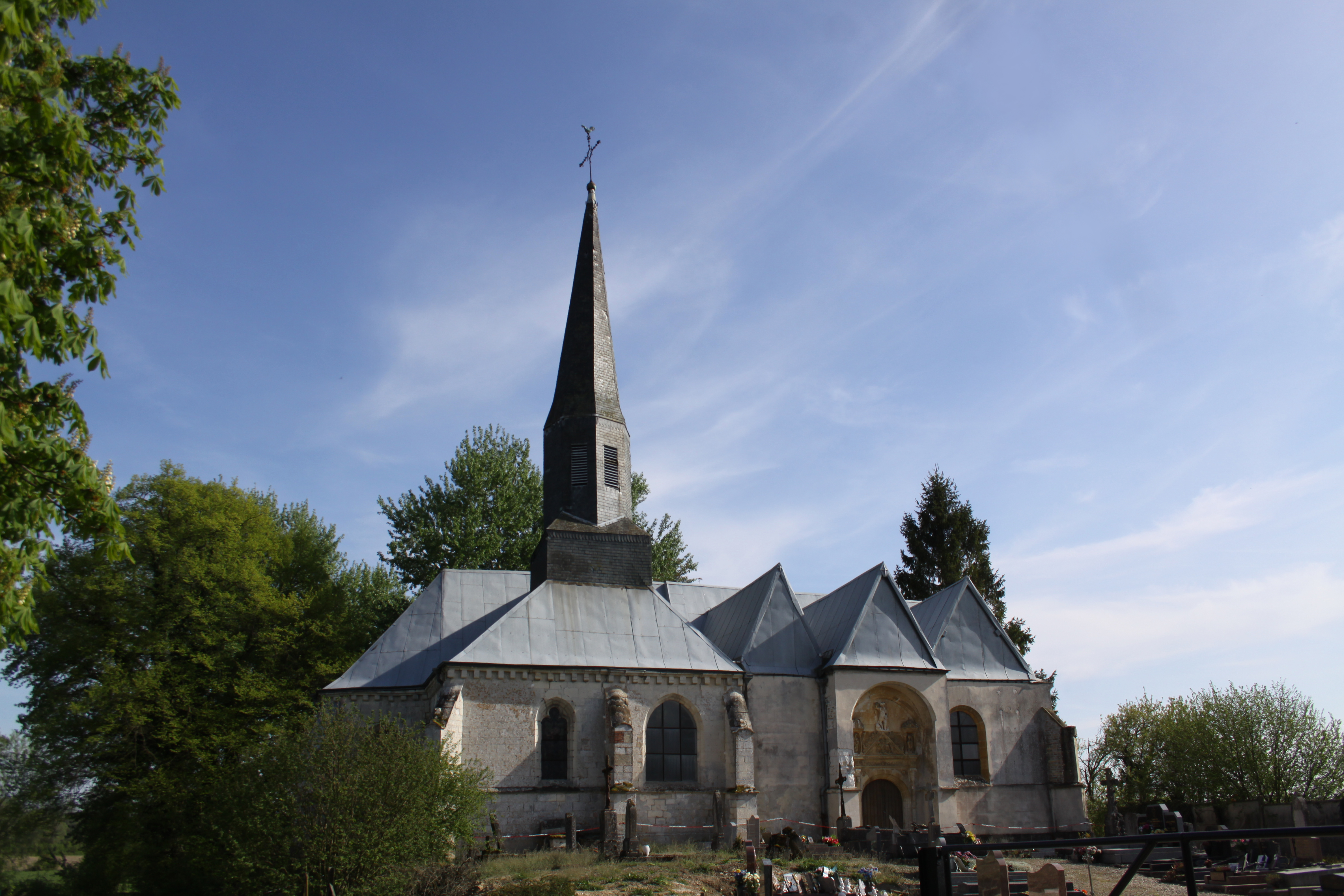
Церковь Сен-Мартен
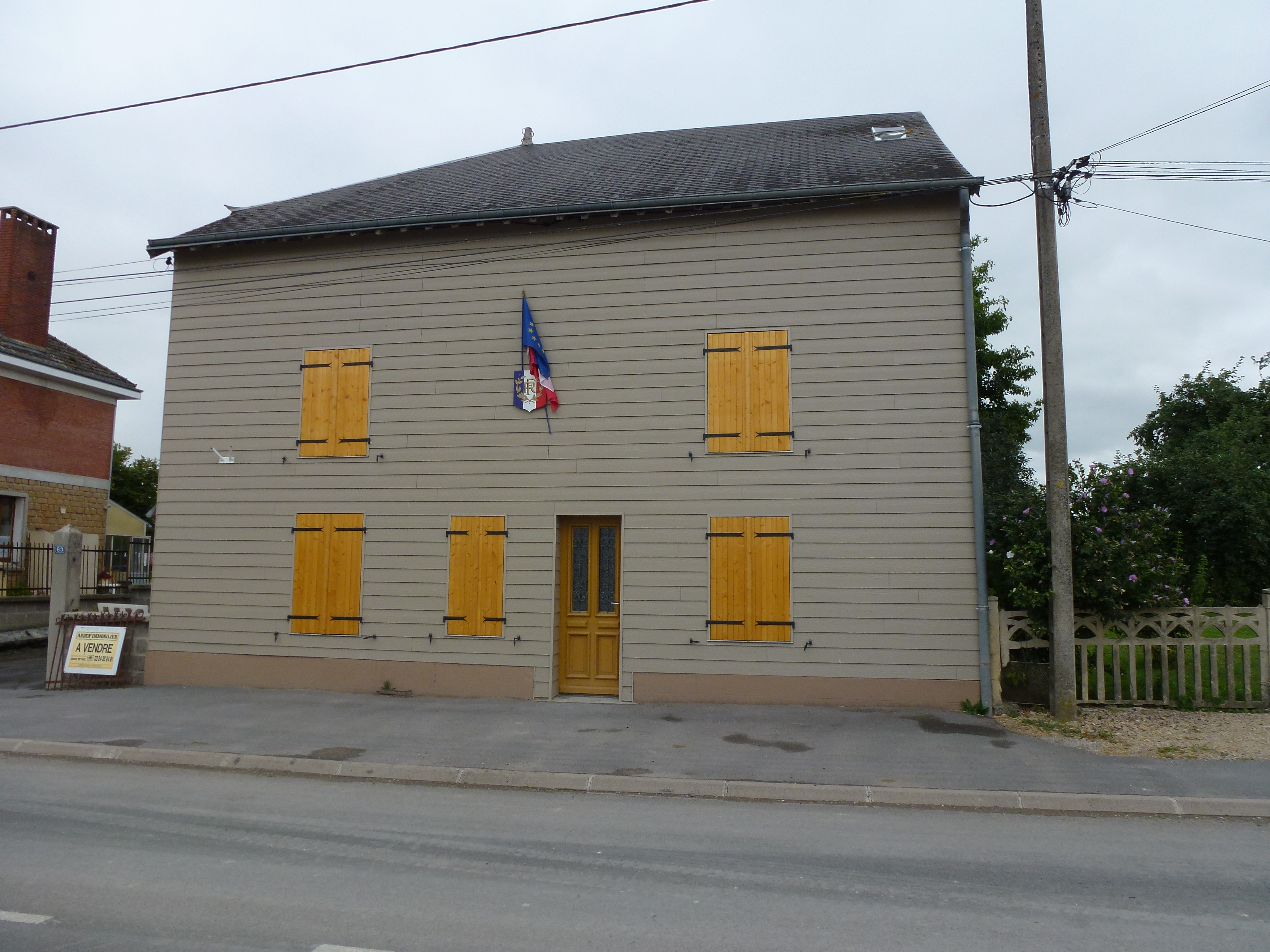
Мэрия
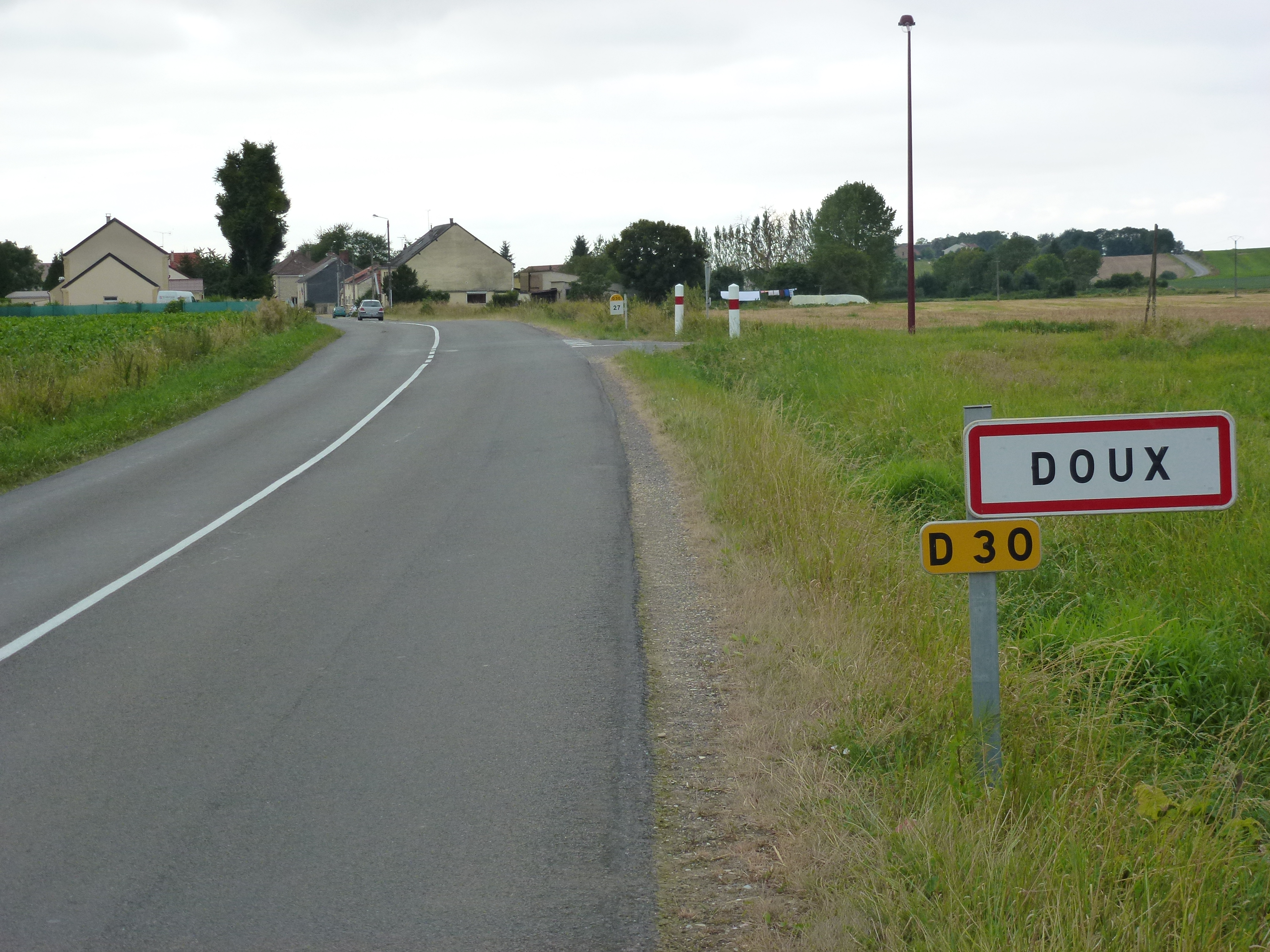
Въезд в Ду
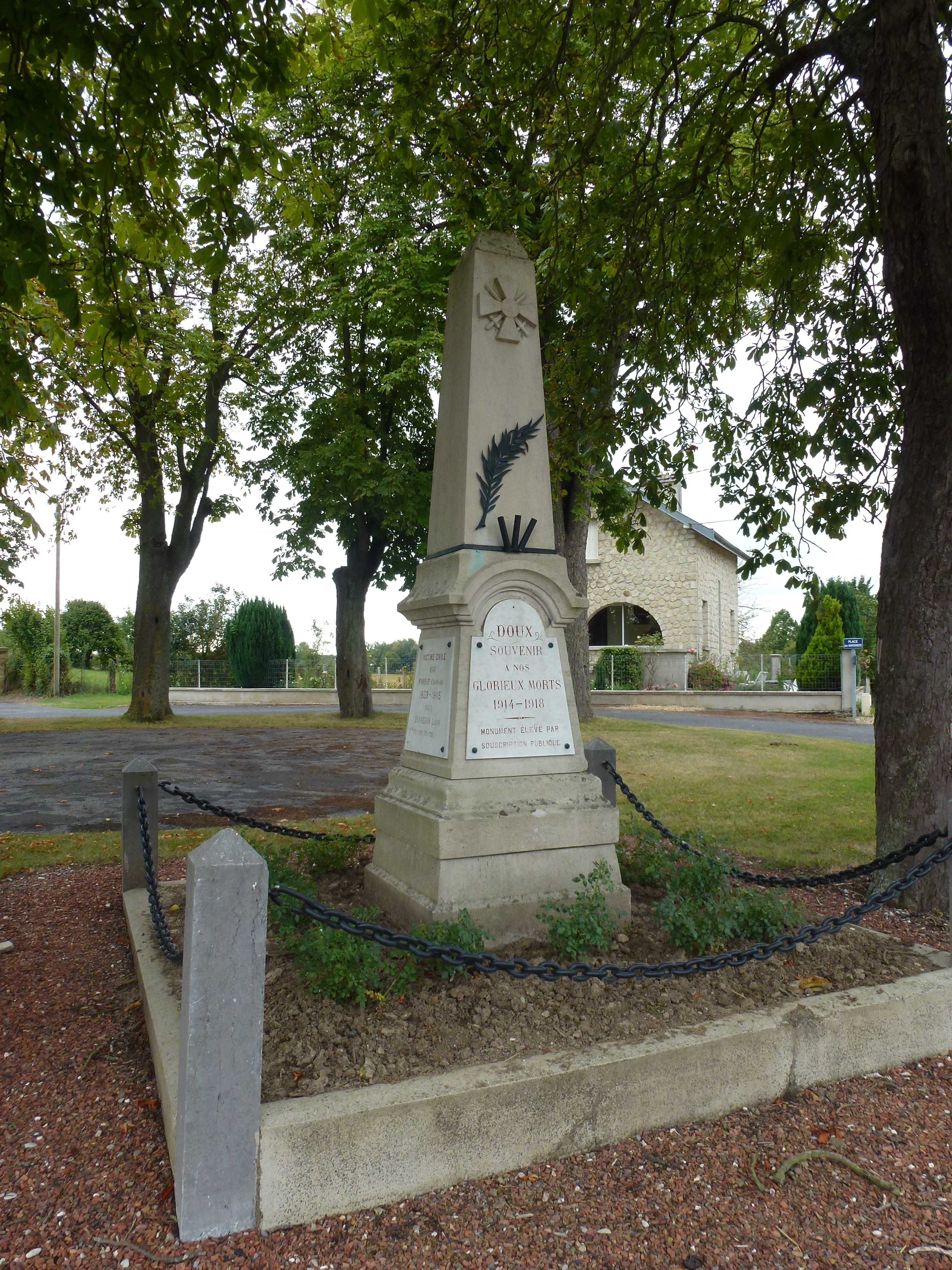
Памятник погибшим в Первой и Второй мировых войнах